# Fredonia (New York)
Fredonia è un villaggio degli Stati Uniti d'America, situato nello stato di New York, nella contea di Chautauqua.